# روبير بودتشنسكي
روبير بودتشنسكي (بالفرنسية: Robert Budzynski)‏ (مواليد 21 مايو 1940) هو لاعب كرة قدم. يلعب مع منتخب فرنسا لكرة القدم. سبق له أن لعب في كأس العالم لكرة القدم مع منتخب بلاده.

## روابط خارجية
- روبير بودتشنسكي على موقع الاتحاد الدولي (مؤرشف)  (الإنجليزية)
- روبير بودتشنسكي على موقع قاعدة بيانات كرة القدم.إي يو (الإنجليزية)
- روبير بودتشنسكي على موقع ليكيب (الفرنسية)
- روبير بودتشنسكي على موقع ناشيونال فوتبول تيمز (الإنجليزية)
- روبير بودتشنسكي على موقع عالم كرة القدم.نت (الإنجليزية)